# Дору (провінція)
До́ру (порт. Douro, МФА: [ˈdo.ɾu]) —  провінція Португальського королівства в 1832—1835 роках. Адміністративний центр — Ламегу. Утворена шляхом об'єднання частини земель провінцій Бейра і Дору-Міню. 1936 року на базі колишньої провінції Дору були створені 2 нові провінції: Берегове Дору і Берегова Бейра.

## Історія
1832 (1835)
- Дору (округи Авейру, Коїмбра, Порту)[2]